# Jednodijelni heksagram
Jednodijelni heksagram heksagram je ili šestokraka zvijezda koju se može nacrtati u jednom potezu, odnosno jednom neprekinutom crtom (umjesto dvama trokutima koji se sijeku). Taj se heksagram može prikazati i u krugu, koji tad njegovi vrhovi dotiču. Često ga se prikazuje u isprepletenoj inačici, u kojoj dijelovi heksagrama prelaze iznad ili ispod ostalih i tako oblikuju čvor. Na uobičajenijem je obliku utemeljen i Pascalov teorem koji je Blaise Pascal postavio 1639. Prvi ga je nacrtao Giordano Bruno u Sigillus Sigillorum Figura Amoris kao dio hermetičke tradicije.

## Thelema
U Thelemi Aleistera Crowleyja u sredini heksagrama uglavnom se nalazi cvijet s pet latica, što simbolizira pentakl. Sam simbol ekvivalent je Ankhu u kulturi drevnog Egipta i ružinu križu rozenkrojcera – predstavlja mikrokozmičke sile (pentakl, prikaz pentagrama s pet elemenata, pentagrammaton, JHSVH ili Jašua) koje se isprepliću s makrokozmičkim silama (heksagram, prikaz planetarnih ili nebeskih kozmičkih sila, božanske sile).

## U popularnoj kulturi
- Jednodijelni heksagram dio je simbola pod imenom "Orikalkosov pečat" koji se pojavio u četvrtoj sezoni animirane serije Yu-Gi-Oh!: Dvoboj čudovišta (1996. – 2004.).[5]
- Jednodijelni heksagram pojavio se u seriji A Certain Magical Index; njime se priziva anđela koji briše sjećanja časnoj sestri koja je znala za zabranjene knjige da bi ostala pod kontrolom Crkve.
- Jednodijelni heksagram nekoliko se puta pojavio u televizijskoj seriji Lovci na natprirodno pod imenom "Zvijezda vodenjaka"; u njoj je logotip organizacije Men of Letters. Također je u osmoj sezoni, odnosno epizodi "Kako vrijeme prolazi" prikazan kao simbol koji označava članstvo toj organizaciji. Spominje se da se nalazi iznad vrata koja vode u Atlantidu.[6]
- Prilagođena inačica simbola pojavljuje se na naslovnici petog studijskog albuma Mindless Self Indulgencea pod imenom How I Learned to Stop Giving a Shit and Love Mindless Self Indulgence.
- U videoigri Heroes of Might and Magic V simbol predstavlja Inferno.
- Simbolom se često služi britanski sastav Bring Me the Horizon od objave albuma Sempiternal 2013. (grupa ga naziva "Antivist-symbolom").
- Simbolom se koristi skupina Behemoth na koncertima.
- Prikazuje se u videoigri Uncharted 3 za vrijeme učitavanja.
- Nalazi se na zastavi i simbolima grada Toyote u Japanu.
- Jednodijelni heksagram nalazi se na opnama za bubnjeve glazbenika Dannyja Careyja iz sastava Tool.
- Glavni je simbol u stripu The Hues. Autorica Alex Heberling izjavila je da je izabrala taj simbol jer "sugerira neku vrstu mističnosti", a nije iz neke određene kulture ili okultne prakse.[7]